# Amor victorioso, quienquiera que seas, aquí está tu amo
Amor victorioso; quienquiera que seas, aquí está tu amo es una pintura realizada en 1889 por el pintor francés Jean-Léon Gérôme, presentada en el Salón de pintura de 1889 (n. 1152). Esta pintura al óleo sobre lienzo, en formato horizontal de 99,7 × 160 cm, representa a Cupido rodeado de grandes felinos en el interior de una casa de fieras contemporánea. Es parte de una colección privada.
El tema alegórico reúne dos temas queridos por Gérôme: La antigua Grecia y los felinos, con una cita de Voltaire como inspiración:

¡Quien seas, este es tu amo! ¡Él es, fue, o debe ser! ¡Quienquiera que seas, este es tu maestro. ¡Él es, fue, o debe ser!

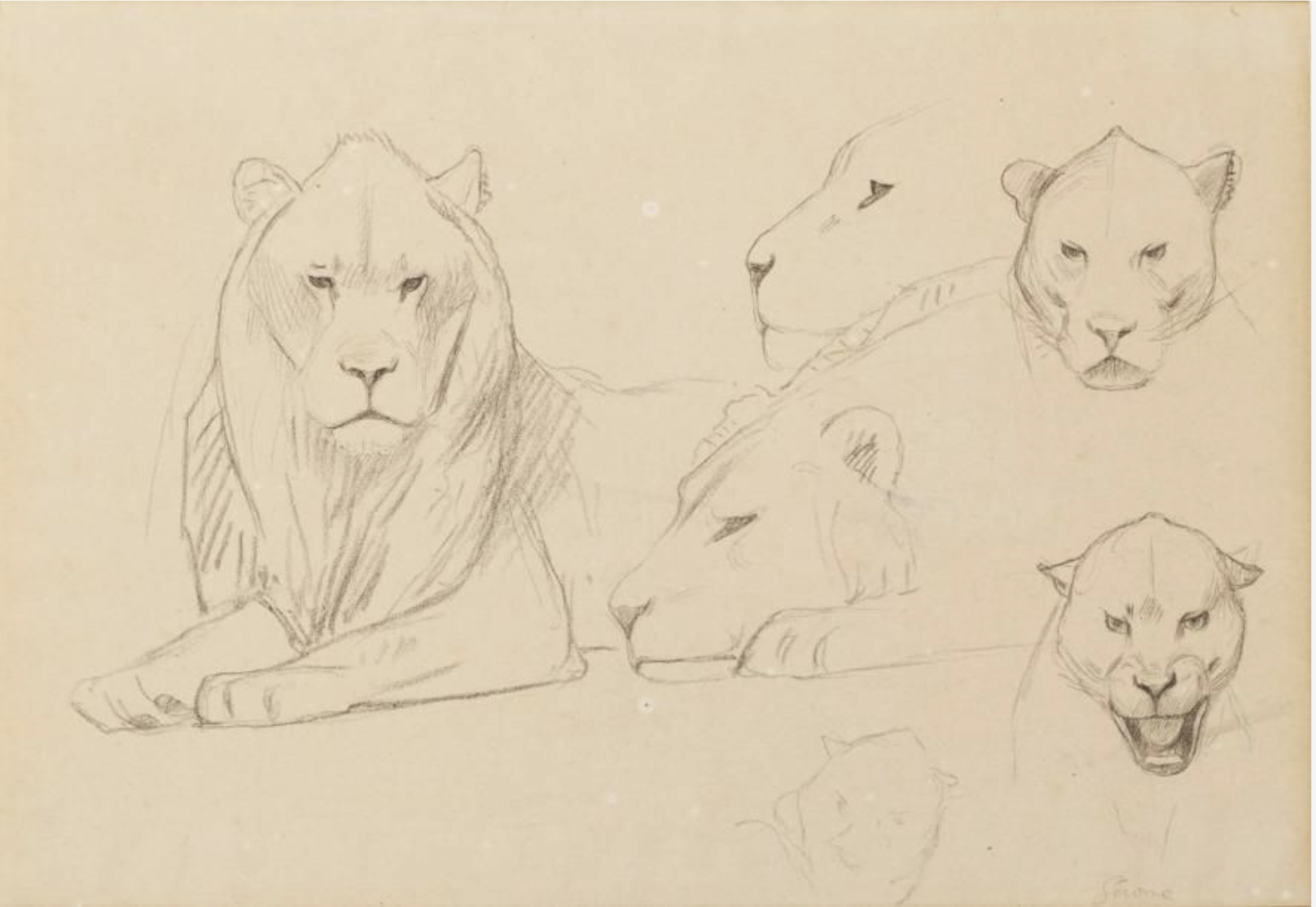
Estudio de un león.

La figura del Amor está representada bajo la forma de un Cupido niño, desnudo, alado y con una corona  de laurel de oro sobre sus rizos rubios, una guirnalda de rosas cruzada sobre el torso, en actitud segura y triunfal, su mano colocada sobre su arco de oro a modo de cetro y la cabeza coronada por una pequeña llama (la llama de la pasión).
Como símbolo del poder del amor, capaz incluso de amansar a los más feroces y poderosos, las diez fieras (leones, leopardos, tigres y panteras) no muestran ninguna agresividad hacia Cupido, incluso el tigre se recuesta en actitud sumisa y la pantera negra se agacha para lamerle los pies. 
El rostro de Cupido está inspirado en el de Madeleine, su última hija, nacida en 1875.
La firma del artista se encuentra en la parte superior izquierda de la pared: J. L. GERÓME.